# Wilk kanadyjski
Wilk kanadyjski (Canis lupus occidentalis) – podgatunek wilka szarego, drapieżnego ssaka z rodziny psowatych (Canidae), występujący w Kanadzie na obszarze Terytoriów Północno-Zachodnich, Jukonu, Kolumbii Brytyjskiej, Alberty i Saskatchewan oraz na Alasce. Prawdopodobnie największy podgatunek wilka szarego (masa do 80 kg, rekord 105 kg), wytworzył wiele form wielkościowych na obszarze zachodniej Kanady i Alaski. Barwa sierści zmienna, najczęściej kremowa, szara aż do czarnej z ciemniejszym nalotem na grzbiecie. Reintrodukowany do Yellowstone i Idaho w 1995 roku. Są obiektem legalnych polowań w niektórych częściach Kanady, jak i w USA na Alasce. W pozostałych stanach USA objęte są ochroną.